# Beast of New Haven
I Beast of New Haven sono stati una squadra di hockey su ghiaccio dell'American Hockey League con sede nella città di New Haven, nello Stato del Connecticut. Nati nel 1997 e sciolti nel 1999, nel corso degli anni sono stati affiliati alle franchigie dei Florida Panthers e dei Carolina Hurricanes.

## Storia
Dopo che i Carolina Monarchs disputarono due stagioni deludenti senza alcuna qualificazione ai playoff, nella primavera del 1997 gli Hartford Whalers della NHL annunciarono il loro trasferimento al Greensboro Coliseum per le due stagioni successive con il nome di Carolina Hurricanes. In seguito allo spostamento i Monarchs si trasferirono a New Haven, dove assunsero il nome di Beast of New Haven. Il nome fu scelto per le numerose gargolle presenti a New Haven, città ricca di architettura gotica.

### Affiliazioni
Nel corso della loro storia i Beast of New Haven sono stati affiliati alle seguenti franchigie della National Hockey League:
- Florida Panthers: (1997-1999)
- Carolina Hurricanes: (1997-1999)

## Record stagione per stagione
| Stagione           | Division    | Gare | V  | S  | P | OTL | Punti | GF  | GS  | Piazzamento | Play-off                      |
| ------------------ | ----------- | ---- | -- | -- | - | --- | ----- | --- | --- | ----------- | ----------------------------- |
| Beast of New Haven |             |      |    |    |   |     |       |     |     |             |                               |
| 1997-98            | New England | 80   | 38 | 33 | 7 | 2   | 85    | 256 | 239 | 3°          | perde 1º turno (Hartford) 0-3 |
| 1998-99            | New England | 80   | 33 | 35 | 7 | 5   | 78    | 240 | 250 | 5°          |                               |

## Record della franchigia

### Carriera
Gol: 42  Craig Ferguson
Assist: 67  Ryan Johnson
Punti: 97  Craig Ferguson
Minuti di penalità: 414  Chad Cabana
Vittorie: 48  Mike Fountain
Shutout: 5  Mike Fountain
Partite giocate: 135  Ashlin Halfnight

## Palmarès

### Premi individuali
- Dudley "Red" Garrett Memorial Award: 1

Shane Willis: 1998-1999
- Yanick Dupré Memorial Award: 1

John Jakopin: 1997-1998